# Pingasa lombokensis
Pingasa lombokensis là một loài bướm đêm trong họ Geometridae.